# Ибн Араби
Ибн Араби (арап. أبو عبد الله محمد بن علي بن محمد بن العربي الحاتمي الطائي; 1165 — 1240) је био средњовековни арапски филозоф, суфи мистик и песник из Ал-Андалуза. Остао је понајвише упамћен по свом онтолошком учењу о јединству бића (ар. Wahdat-ul-Wujood), љубавној поезији и заступању једнакости свих религија.

## Биографија

### Младост
Абу Бакр Мухамед ибн ‘Араби ел Хатими ел Таи је рођен у мурсијском мединату (данашња Мурсија), у Ал-Андалузу (данашњи југ Шпаније), 28. јула 1165. године. Ибн Арабијева породица је прешла у Севиљу, град у Андалузији, када је имао осам година. Маварска Андалузија је тада била средиште напредне културе у којој су се укрштале јеврејска, хришћанска и исламска мисао, и путем које су многа филозофска дела антике доспевала у Европу. Арабијев отац беше близак пријатељ Абдула Кадира Џиланија, суфијског мајстора и оснивача једног од најважнијих дервишких братстава — кадири реда. Абдул је у Арабију видео даровитог младића, и на његов савет, отац га је послао у Лисабон да студира право и исламску теологију.
По свршетку студија, Араби се вратио у Севиљу, где је уз највеће учењаке свога доба проучавао свете списе и пророчку традицију. Слободно време углавном је проводио у друштву суфија. Жеља да сретне сваког духовног учитеља за кога би чуо водила га је да путује по целој Андалузији. Поред бројних духовника с којима се сусретао, истичу се и две жене: Јасмина од Маршена и Фатима из Кордобе, које су важиле за истакнуте духовне учитељице оног времена. Негде у то време Ибн Араби упознаје другог андалузијског филозофа Ибн Рушда (лат. Авероес), са којим постаје и велики пријатељ. У граду Алмерији, великом духовном средишту и центру филозофске школе Ибн Масаре, званично је ступио на пут суфизма. Од тада је често путовао и изван Ал-Андалуса, повремено одлазећи и до северне Африке, посебно у Тунис, где се упознао са делом „Скидање сандала“ (Хал’ан-на’лаун) чувеног португалског суфије Ибн Касија, притом написавши и коментар на његов садржај. Након 1198. године, његова духовна искуства су постала тако интензивна да је неретко доживљавао највиша зрења и духовне излете. На њега је посебно просветљујуће утицала визија духовне хијерархије која управља космосом, коју је доживео у том периоду. Андалузију је одлучио да напусти након визије божанског престола на светлосним стубовима, око којега је кружила птица која му је пренела поруку о нужности кретања на ходочашће у Меку. До тада је већ широм Шпаније био познат по својим песмама, којима је преко љубавне поезије обичним људима приближавао пут суфија.

### Ходочашће у Меку
У својој тридесет петој, 1200. године напушта Иберијско полуострво са намером да учини хаџилук у Меку, где остаје наредних неколико година, започињући писање чувеног дела „Откровења из Меке“ (Al-Futuhat al-Makkiyya), које завршава тек много година касније. Тамо сусреће и једну изузетно образовану, младу и лепу Персијанку, под чијим утиском пише „Тумач чежњи“ (Tarjuman al-Ashwaq), надахнуте стихове љубавне поезије. 1204. године заједно са учеником Исаком одлази из Меке за Анатолију, обилазећи многе друге градове Истока и упознајући највеће научнике и уметнике свога времена. Његова путовања водила су га у Каиро и Коњу, главни град румских Селџука, где је срео свог славног ученика Садрудина Коњевија, који је написао чувене коментаре на његов опус. Андалузијски филозоф је посетио и Багдад, а 1223. године се сели у Дамаск, где остаје до краја живота.

### Смрт и наслеђе
Умро је у 76. години живота, 10. новембра 1240. године. Покопан је у Салихији, северно од Дамаска, у подножју брда Касијун, где и дан-данас његов маузолеј, подигнут од стране султана Селима I, служи као место ходочашћа бројних поштовалаца Ибн Арабијева учења. У исламском свијету је остао познат као Ash-sheikh al-ahbar - Највећи мајстор. Такође му је на арапском дата почасна титула Muhyuddin или оживотворитељ вере. Ибн Араби је извршио огроман утицај на бројне мислиоце, међу којима су: Наблуси, Кашани, Кајсари, Бали Ефенди, Гами, Абд ал-Карим ал-Гили, Махмуд Шабистари, Ибн Турке, Сајид Хајдар Амули, Аби Гумхур, Мула Садра, Ширази, Рејмонд Лул, Рене Гјенон, Фритхјоф Скјон, Р. Николсон, Афифи, Т. Буркхарт, и други.

## Филозофија
Филозоф из Андалуза је настојао да оствари синтезу западне и источне мистичне филозофије, користећи разнородне изворе - Куран и исламску традицију, неоплатонизам, суфизам, хришћански мистицизам, јеврејске писце кабалистичке традиције и слично. Због тога је од заступника правоверног ислама често проглашаван за јеретика и неверника.
Ибн Араби никада није прихватио да се он заправо бави филозофским питањима, односно да у својим списима износи рационалне опсервације. Он, у много наврата, експлицитно истиче да његове речи проистичу из вишњег извора интуиције. Штавише, он инсистира на томе да су интуитивна сазнања много утемељенија и узвишенија од резултата разума и филозофије. С друге стране, пак, Ибн Араби у својим делима показује да одлично познаје рационалне школе из свог времена, тачније догматичку теологију и исламску филозофију. Отуда, он успешно посуђује одређене термине које су радо користили ондашњи теолози и перипатетички филозофи, обогаћује их новим садржинским оквирима и на тај начин формира удубљујућу иновативну терминологију доктринарне гнозе. Наравно, тај процес бива усавршен у делима Ибн Арабијевих наследника.

### Сан и стварност
За Ибн Арабија, сан је један од путева „оностраног до овостраног“, поред надахнућа (ilham), која се сматра „разбуђивањем будности“, и објаве (wahy), која је највиши облик разбуђивања човечанства - тим путем је Мојсије добио Заповести, Давид Псалме, Исус Јеванђеље, а Мухамед Куран. Араби говори да између објаве и сна нема суштинске разлике изузев што се снивање јавља у стању спавања, а објава Божијим посланицима долази у будном стању. Снови у којима се спавачу нешто рекло (у којима је он нешто чуо) се у исламској традицији називају истиноносним сновима и они су зрнца једности (tawhida) која нам се подарују у пропламсајима.
Такозвана стварност, односно свет чула који нас окружује и који смо навикли да сматрамо стварношћу, за Ибн Арабија није ништа друго доли сан. Наша чула примају утиске које разврставамо и уређујемо својим умом, успостављајући чврст поредак ствари. Ова конструисана творевина ума затим се назива стварношћу. Међутим, према Ибн Арабију, то није стварност у правом смислу те речи, односно није биће (wujud) какво јесте. Људима у свету чула биће је једнако неприметно као што су објекти чула неприметни човеку који спава. Ибн Араби примећује да у погледу чулног нема никакве разлике између сна и стварности јер је „функција уобразиље да производи чулне ствари и ништа више“.
| „ | Овај свет је пуки привид: он нема стварно постојање. И то је оно што се назива уобразиљом (khayal). За тебе је управо уобразиља самостална стварност, сасвим различита и независна од апсолутне стварности, иако она то никако није ... Знај да си и ти само једна уобразиља. И све што опажаш и када себи говориш „то нисам ја“, такође је уобразиља. Према томе, читав постојећи свет је уобразиља унутар уобразиље. | ” |

Међутим, такозвану стварност не треба сматрати потпуно неоснованом, јер она ипак одражава истинску стварност на нивоу представе. Такозвана стварност је сан, али не и пуки привид. Она је облик јављања (tajalli) апсолутне стварности коју Ибн Араби назива истина (al-haqq). Променљиви свет постојања и настајања, са мноштвом појавних облика, представа је која делимично открива и саму стварност. Стога Ибн Араби сматра да је стварност потребно протумачити на правилан начин, баш као што тумачимо снове. Уобразиља чини видљивим, премда нејасно и замагљено, више присутности бића, те стога представља карику између чулног и духовног света. Онај ко је у стању да спозна испољавање једне стварности у различитим облицима мноштвености, досегао је најдубље мистерије суфијског пута (tariqah). Међутим, ова спознаја углавном остаје недоступна већини људи који су уверени да је чулни свет нешто материјално и чврсто.

### Јединство бића
Основа Ибн Арабијевог филозофског система је изражена учењем о „јединству бића“ (ар. wahdat-ul-wujood). Само апсолутно биће јесте и само оно јесте истинска стварност. Ово божанско биће се, према Ибн Арабијевој онтологији, открива у пет присутности (hadarat):
- присутност суштинског (Hadrat al-Dhat)
- присутност енергија (Hadrat al-Af`al)
- присутност имена и обележја ('alam al-Malakut)
- присутност слика и представа ('alam al-mithal)
- присутност чула и појава ('alam al-shadadal)

Прва од ових присутности је стварност односно апсолутно биће, што представља неизрециву тајну. Исијавање бића (al-fayd al-wugudiyy) непрестано струји присутностима као што вода тече реком. Ствари из нижих присутности служе као симболи за ствари из виших. Стога се раван имена и обележја понекад назива и међусветом међусветова (Berzehul-berāzih). Раван слика и представа је међусвет између надчулног и чулног света. Ствари на најнижој присутности бића (у чулном свету) јесу појаве у правом смислу речи, односно обличја у којима се непосредно открива раван слика, а посредно и неизрецива тајна. Све, без обзира да ли је духовно или материјално, видљиво или невидљиво, заправо је откривање (kashf) једног. Све разноврсности имена и обележја, у односу на чисту светлост божанске бити, само су разложене нијансе дугиних боја. Као што дугине боје чине видљивим рухо у којем се скрива чиста светлост, тако божанска имена и обележја представљају раскошно рухо у којем се вечна божанска суштина скрива од очију света.
Једно се разлучује на мноштво кроз безбројне форме ствари. Али пошто уистину ништа не постоји осим једног, мудрац сваку ствар сматра местом на којем се открива биће. Међутим, већина људи живи везана за најнижу присутност бића, раван чулних предмета. Они не виде иза слика ствари, а вео илузије чини да им творевина изгледа подједнако стварно као и творац.

### Јединство религија
Ибн Араби је разрадио идеју о трансцендентном јединству религијских форми кроз појам вечног и универзалног логоса, који представља окосницу божанске објаве. Ибн Араби није развијао идеју о јединству религија пуким брисањем историјске различитости испољавања религијског духа, већ је настојао да проникне у унутрашњу суштину различитих религијских форми и да све токове речи Божије врати на њихов једносни извор.

### Савршени човек
За филозофа из Андалуса, савршено људско биће (al-Insān al-Kāmil) је врхунац Божје креације. Савршени или потпуни човек представља углачано огледало у коме се одражавају сви светови, од космичког до минералног, нудећи одраз лика Божијег. У савршеном човеку, Бог се испољава; људско биће је слика Божанског. Богу је његова креација потребна да би созерцавао (сагледавао) себе, да би била његово огледало; савршени човек је божански микрокосмос.
| „ | Бог је себе учинио видљивим самоме себи у форми која је остварена снагом топоса у којем се он опажа. Њему штошта на тај начин бива видљивим, а што не би могло бити видљиво кад не би било оног појединачног топоса и његовог самоочитовања у њему. (Пре стварања човека) универзум је постојао попут магловитог и нејасног лика који има форму, али не и душу у себи. Универзум бејаше попут неуглачаног огледала... Такво стање је природно изискивало да огледало света постане углачаним. И би створен човек како би представљао истински сјај огледала и сами дух форме. | ” |

Ибн Араби разликује „световни начин постојања“ (al—nash'a al—dunyawiya) и „онострани начин постојања“ (al—nash'a al—ukhrawiya). Световни начин је својствен већини људи, и у њему је човек сасвим под влашћу свога тела, застором потпуно одвојен од истинске стварности. Ради уклањања вела, Ибн Араби препоручује вежбе за развијање „духовног вида“ (ayn al—basira), које воде преображају човека. Он говори о потреби буђења из великог сна живота у којем човек свакодневно сања да се буди из посебних снова. Човек може постићи будности само уз вечно буднога Бога. Исконска тежња ка сједињењем (ittihad) се остварује у две етапе, од којих је прва ишчезавање (fana) у божанском, а друга истрајавање (baqa) у вечној присутности.

## Поезија
Ибн Арабијева поезија је готово увек двосмислена. Многе песме, наизглег љубавне, имају дубљи мистични значај. Ибн Арабијев симболички језик често узима изразе које су други пре њега користили, јер се људима обраћа терминологијом њихове властите културе. У многим његовим песмама се говори о свеопштој љубави и једнакости свих религија.
| Срце моје кадро поста да сваки облик носи, на ливади газеле, манастир учен, фин, храм кумирски, Ћабу ходочасника, плоче Торе, Куран поштовани: Ја следим љубави веру, где она на животињи својој јаше, то је мој пут. (препев на српски језик) | Срце моје је постало приматељком сваког облика, пашњаком за газеле, самостаном за монахе, пантеоном за идоле, Ка‘бом за ходочаснике, Плочом Торе и Књигом Кур‘ана. Ја разглашујем религију љубави, па камогод деве љубави да крену, ондје је моја вјера и мој Вјерозакон. (препев на бошњачки језик) |

## Дела
Ибн Арабији се приписује више стотина списа, иако за многа од њих није поуздано доказано да су његова. Пошто је филозоф из Андалуза велики део живота провео путујући, готово свако његово дело је настајало у другој земљи или граду. Ни дан-данас није утврђен коначан број његових списа нити је потпуно истражен његов књижевни опус. Добар део његових рукописа је разбацан по разним библиотекама широм исламског света и Европе. Неки од његових познатих списа су:
- Драгуљи мудрости (Fusus al—hikam)
- Откровења из Меке (Al-Futuhat al-Makkiyya), његово највеће дело које покрива велики број области, од мистичне филозофије, преко суфизма до тумачења визија и снова.
- Созерцавање светих тајни (Mashahid al-asrar), вероватно његово прво веће дело које се састоји од четрнаест визија и разговора са Богом.
- Божанске изреке (Mishkat al-anwar), збирка хадиса коју је саставио Ибн Араби
- Књига поништења у созерцању (K. al-Fana' fi'l-mushahada), кратак есеј о значењу мистичног поништавања (fana).
- Књига Божјих дана (Ayyam al-sha'n), књига о природи времена
- Дрво света и четири птице (al-Ittihad al-kawni), књига песама о потпуном човеку и четири начела постојања
- Тумач жеља (Tarjuman al-Ashwaq), љубавна поезија (ghazals), којој је Ибн Араби у другом издању додато мистична тумачења.

Неки сматрају да његово целокупно дело представља „најимпозантнији споменик мистичке спекулације што га је свет икада видео“.